# Show Homenagem a Nossa Senhora Aparecida
Show Homenagem a Nossa Senhora Aparecida é o sétimo álbum ao vivo e o oitavo DVD do cantor brasileiro Daniel em carreira solo. Foi gravado no dia 12 de outubro de 2018 durante a Festa da Padroeira, em Aparecida, no interior de São Paulo, e lançado um ano depois, em 13 de outubro de 2019. Teve como sucessos as canções "Raridade" e "A Paz (Heal the World)", com a participação de The Melisizwe Brothers, que, inclusive, ganhou um videoclipe.

## Sobre o álbum
O DVD foi gravado no dia 12 de outubro de 2018, durante o encerramento da Festa da Padroeira, na Tribuna Dom Aloísio Lorscheider, Pátio das Palmeiras, no Santuário Nacional de Nossa Senhora Aparecida, no município de Aparecida, interior de São Paulo. O projeto é uma parceria do cantor com a TV Aparecida e o Santuário Nacional, realizado em comemoração ao dia de Nossa Senhora Aparecida. "Todas as canções desse show foram escolhidas para emocionar, homenagear, tocar mesmo o coração dos devotos e a mensagem dela é muito especial;" comentou. Com direção de Marcelo Amiky e Jeferson Diego, o show foi transmitido ao vivo na TV Aparecida, e contou, além da banda base de Daniel, com a Orquestra PEMSA (Projeto de Educação Musical do Santuário Nacional), composta por 45 pessoas, regência por Altair Lobato, Júlio Ricarte, José Otávio, Fábio Gomes e Luiz Alberto.
O projeto também homenageou o dia das crianças, trazendo a participação das filhas de Daniel, Lara e Luiza, além de Larissa Manoela, os canadenses Zacary James, Seth James e Marc Aaron (The Melisizwe Brothers) e participantes do programa The Voice Kids. A apresentação contou com um público de mais de 5 mil pessoas, e foi finalizada por um show pirotécnico. "Espero que as pessoas tenham ao ouvir, o mesmo prazer que tive ao cantar essas canções tão especiais. Este foi um show único, com uma mensagem de devoção, amor e paz!" finalizou.

## Lançamento
O DVD foi disponibilizado nas plataformas digitais em packs, com o single "Raridade" sendo lançado em 12 de julho de 2019. O primeiro pack foi lançado em 12 de agosto, contendo as canções: "Trem Bala", "Romaria", "Só o Amor", "Ave Maria" e "Pra Ser Feliz". O segundo, em 12 de setembro, com as canções: "Hallelujah", "Quando Eu Quero Falar Com Deus", "Aquarela", "Era Uma Vez", "Filhote do Filhote" e "Trevo". E o último em 12 de outubro, com as canções: "Maria, Maria", "Nossa Senhora", "Ninguém Explica Deus", "A Paz / Heal the World", e os pot-pourri "Maria de Nazaré / Mãezinha do Céu / Ninguém Te Ama Como Eu (Nadie Te Ama Como Yo) / Paz do Meu Amor" e "Santa Maria do Brasil / Hino Nacional". No dia seguinte, o DVD em formato físico foi lançado, finalizando o projeto.

## Lista de faixas
| N.º            | Título | Compositor(es) | Duração |  |
| 1.             | "Ave Maria" | Franz Schubert | 6:19    |  |
| 2.             | "Quando Eu Quero Falar Com Deus" | Roberto Carlos / Erasmo Carlos                                                                                        | 5:11    |  |
| 3.             | "Pra Ser Feliz" (part. Neto Junqueira) | Elias Muniz | 4:33    |  |
| 4.             | "Só o Amor (Solo El Amor)" (part. Giulia Soncini) | Donato Poveda (Versão: Daniel / Manoel Nenzinho Pinto)                                                                | 5:15    |  |
| 5.             | "Ninguém Explica Deus" | Clovis Pinho | 5:10    |  |
| 6.             | "Aquarela" (part. Fabiana Moneró) | Toquinho / Vinicius de Moraes                                                                                         | 4:24    |  |
| 7.             | "Nossa Senhora" (part. Guilherme Martinez) | Roberto Carlos / Erasmo Carlos                                                                                        | 6:09    |  |
| 8.             | "Raridade" | Anderson Freire | 4:46    |  |
| 9.             | "Romaria" (part. Leo Cidade) | Renato Teixeira | 5:20    |  |
| 10.            | "Era Uma Vez" (part. Yasmin Giacomini) | Kell Smith | 4:01    |  |
| 11.            | "Pot-Pourri: Maria de Nazaré / Mãezinha do Céu / Ninguém Te Ama Como Eu (Nadie Te Ama Como Yo) / Paz do Meu Amor"                                                              | Padre Zezinho; Padre Marcelo Rossi; Martin Valverde (Versão: Diácono Nelsinho Corrêa / Jorge Guedes); Luiz Vieira     | 5:46    |  |
| 12.            | "Trevo (Tu)" (part. Lara e Luiza) | Ana Caetano / Tiago Iorc                                                                                              | 4:01    |  |
| 13.            | "Filhote do Filhote" (part. Lara e Luiza) | Jean / Paulo Garfunkel                                                                                                | 3:41    |  |
| 14.            | "Trem Bala" (part. Larissa Manoela) | Ana Vilela | 3:33    |  |
| 15.            | "A Paz (Heal the World)" (part. The Melisizwe Brothers) | Michael Jackson (Versão: Nando)                                                                                       | 5:40    |  |
| 16.            | "Hallelujah" (part. The Melisizwe Brothers) | Leonard Cohen | 3:41    |  |
| 17.            | "Pot-Pourri: Santa Maria do Brasil (Santa Maria de la Mer) / Hino Nacional" | Christian Bruhn / Jean Pierre (Versão: Sebastião Ferreira da Silva); Francisco Manuel da Silva / Osório Duque-Estrada | 3:17    |  |
| 18.            | "Maria, Maria" (part. Neto Junqueira, Giulia Soncini, Fabiana Moneró, Guilherme Martinez, Léo Cidade, Yasmin Giacomini, Lara e Luiza, Larissa Manoela, The Melisizwe Brothers) | Milton Nascimento / Fernando Brant                                                                                    | 4:23    |  |
| Duração total: | Duração total: | Duração total: | 1:28:22 |  |

## Ficha técnica
Ficha técnica do projeto
- Jeferson Diego - direção geral
- Rodrigo Costa - direção musical, arranjos, piano
- Tarcisio Buiochy - bateria
- Iono Bass - baixo
- Enoque Rodolfo - guitarra
- Franco Alencar - violão

Ficha técnica do DVD
- Marcelo Amiky - direção geral
- Douglas Guedes - edição e color grading
- Sergio Sanches - artes
- Rodrigo Costa - mixagem e masterização de áudio
- Thiago Machado - edição de áudio

## Videoclipe
A ideia da gravação do videoclipe surgiu com a vinda do trio canadense The Melisizwe Brothers para o Brasil em outubro, para a participação das comemorações do Festival da Padroeira em Aparecida, ao lado de Daniel. "Nós amamos conhecer um pouco do Brasil, foi uma experiência incrìvel cantar em Aparecida e queremos voltar mais vezes;" comentou Zacary. O clipe foi gravado nos estúdios Banda Sonora, com direção de Marcelo Amiky. "Essa canção sempre teve algo de muito especial para mim, já regravei em português e agora fizemos uma junção da versão original com a nossa, e os meninos deram um toque muito especial com seu talento!" finalizou Daniel.